# Robert Higgs
Robert Higgs (nascido em 1 de Fevereiro de 1944) é um economista e historiador da economia estadunidense que combina os insights da escolha pública, Escola Austríaca de Economia, liberalismo clássico e libertarismo em teoria política e legal e políticas públicas. Seus escritos sobre economia e história econômica têm sido focados nas causas, meios e efeitos do poder e crescimento do governo.

## Participação emThink Tanks
Ele foi membro sênior em Economia política no Independent Institute, e é ex-editor do The Independent Review. e ex-acadêmico adjunto no Cato Institute.

## Participação na academia
Higgs recebeu seu Ph.D. em Economia pela Universidade Johns Hopkins, e tem adquirido cargos de ensino na Universidade de Washington, no Lafayette College, e na Universidade de Seattle. Ele também tem sido um acadêmico visitante na Universidade de Oxford e na Universidade de Stanford. Higgs foi professor vistante na Universidade de Economia de Praga, em 2006, e tem supervisionado dissertações no programa de Ph.D da Universidade Francisco Marroquín.

## Obra

### Como autor
- The Transformation of the American Economy, 1865-1914 (1971)
- Competition and Coercion: Blacks in the American Economy, 1865-1914 (1977; edição de brochura em 1980) Nomeado para o Beveridge Award da American Historical Association
- Crisis and Leviathan: Critical Episodes in the Growth of American Government (1987)
- Against Leviathan: Government Power and a Free Society (2004)
- Resurgence of the Warfare State: The Crisis Since 9/11 (2005)
- Depression, War and Cold War: Studies in Political Economy (2006)
- Politická ekonomie strachu ("The Political Economy of Fear") (em checo; 2006)
- Neither Liberty Nor Safety: Fear, Ideology, and the Growth of Government (2007)

### Como editor
- Emergence of the Modern Political Economy (1985)
- Arms, Politics, and the Economy: Historical and Contemporary Perspectives (1990)
- Hazardous to Our Health? FDA Regulation of Health Care Products (1995)
- Re-Thinking Green: Alternatives to Environmental Bureaucracy com Carl P. Close (2005)
- The Challenge of Liberty: Classical Liberalism Today com Carl P. Close (2006)
- Opposing the Crusader State: Alternatives to Global Interventionism com Carl P. Close (2007)